# Jan den Haen

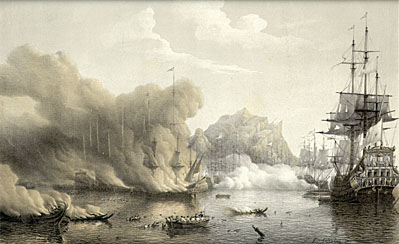
Seeschlacht bei Palermo 1676, in der Jan den Haen fiel

Jan Jansz den Haen (* 1630 in Gouda; † 2. Juni 1676 in der Bucht von Palermo) war ein niederländischer Vize-Admiral.
Jan de Haen war der Sohn eines Messerschmieds und wurde von seiner Mutter zu ihrem Bruder Cornelis Hola, der Kapitän der Admiralität in Amsterdam war, geschickt, um als Schreiber (Administrator) anzufangen. Er nahm an verschiedenen Unternehmen im Ersten Englisch-Niederländischen Krieg teil, unter anderem an der Seeschlacht bei Kentish Knock 1652 auf dem Schiff Gouda seines Onkels. Sein Onkel wurde nach dieser Seeschlacht der Feigheit bezichtigt und fiel in Ungnade, und Den Haen wechselte auf das Schiff Bommel von Kapitän Pieter van Brakel. 1656 wurde er Leutnant und kommandierte das 40-Kanonen-Schiff Haarlem, mit dem er nach der Seeschlacht im Öresund unter Michiel de Ruyter in der Ostsee operierte. Im März 1659 wurde er zum Kapitän auf Zeit befördert, erkrankte aber in Dänemark wie auch ein Großteil der Besatzung und wurde von De Ruyter mit seinem Schiff zurück in die Niederlande geschickt. Die nachfolgende Entlassung brachte ihn in finanzielle Not, so dass er mit seiner Familie auf Fürsorge angewiesen war.
Im Zweiten Niederländisch-Englischen Krieg erhielt er wieder ein Kommando als Kapitän. In der für die Niederländer verlustreichen Seeschlacht bei Lowestoft diente er unter Vizeadmiral Cornelis Tromp und konnte auf seinem Schiff Stad en Lande (mit 62 Kanonen) die englische Charity (ein Schiff von 46 Kanonen) erobern, die danach in niederländische Dienste gestellt wurde. Das Prisengeld machte ihn reich und er erwarb ein Haus in Gouda am Turfmarkt, das später als Admiralshaus bekannt war. Außerdem erhielt er eine goldene Kette. Er erhielt vollen Kapitänsrang und nahm an der Viertageschlacht von 1666 auf seinem 66-Kanonen-Schiff der Kalantsooge teil, die in der Schlacht beschädigt wurde, und am Überfall im Medway 1667, wo er dem Kommando von Willem Joseph van Ghent unterstand. 1669 wurde er Konteradmiral (Schout-bij-nacht). Im Dritten Englisch-Niederländischen Krieg nahm er auf der Gouda an der Seeschlacht in der Solebay (1672) teil und übernahm nach der Schlacht das Vizeadmirals-Kommando von Isaac Sweers (der Nachfolger des in der Schlacht gefallenen Willem Joseph van Ghent wurde). Als Anhänger der Orangisten ließ er sich dafür einspannen, der Partei missliebige Offiziere (darunter Vizeadmiral Volckert Schram, Konteradmiral David Vlugh und Kapitän Jacob Binckes) nach der Schlacht der Feigheit anzuklagen, sie wurden aber durch das Kriegsgericht freigesprochen. 1673 nahm er an der Ersten Seeschlacht von Schooneveld, in der sein Schiff so schwer beschädigt wurde, dass er es wechseln musste, und an der Zweiten Seeschlacht von Schooneveld teil unter Admiral-Leutnant Cornelis Tromp. Kurz darauf sollte er mit 16 Schiffen und einigen Brandern vor der englischen Küste gegen englische Schiffe vorgehen, ein Ausbruch einer Seuche auf seinen Schiffen zwang ihn aber zum Abbruch. Aufgrund seiner Leistung in der Seeschlacht vor Texel 1673, bei der er das Schiff wechseln musste, wurde er vom Kriegsrat zum Vizeadmiral ernannt als Nachfolger des in der Schlacht gefallenen Sweers. Das wurde später von Wilhelm III. bestätigt.
1674 war er unter Tromp daran beteiligt, im Kampf gegen die Franzosen deren Westküste bei verschiedenen Landeunternehmen zu verwüsten (Bel-Isle, Noirmoutier, St. Sebastian bis zum Mittelmeer). Da der Ausflug nach Barcelona und Cadiz gegen die Befehle De Ruyters erfolgte (und wenig erfolgreich war, Tromp ging dorthin auf Einladung der Spanier), erhielten sie bei Rückkehr einen scharfen Tadel von De Ruyter. 1676 diente er unter Michiel de Ruyter auf seiner Expedition zur Unterstützung der Spanier im Mittelmeer gegen die Franzosen und war dessen Vizeadmiral. Zwischen beiden kam es dabei zu Spannungen, wie aus einigen erhaltenen Briefen hervorgeht. Es begann damit, dass Den Haen, der bei einem Sturm von der Hauptflotte getrennt wurde, eigenmächtig und gegen den Befehl De Ruyters nach Neapel fuhr. Im Kriegsrat kam es zum Streit zwischen De Haen und dem Konteradmiral Pieter Middelandt, der De Haen einen Schelm nannte, was De Ruyter schlichten musste. In der Seeschlacht bei Stromboli zeichnete sich Den Haen aus und in der Seeschlacht bei Augusta kommandierte er die Nachhut und konnte eine Niederlage abwenden, nachdem de Ruyter gefallen war. De Haen übernahm nun das Kommando über die Expeditionsflotte auf seinem 76-Kanonen-Schiff Gouda (und war vorübergehend auch als Luitenant-Admiraal-Generaal Nachfolger De Ruyters im Oberkommando der Flotte). De Haen schickte einen Brief an Wilhelm III. von Oranien, in dem er Cornelis Tromp als Nachfolger von De Ruyter im Oberbefehl der Flotte empfahl und sich als Nachfolger von Tromp als Leutnant-Admiral. Die Pläne zerschlugen sich, als er in der folgenden Seeschlacht vor Palermo, in der die Niederländer eine schwere Niederlage erlitten, wie De Ruyter von einer Kanonenkugel am Hinterkopf getroffen fiel, eine Stunde vor Ende der Kämpfe. Die Franzosen konnten die Niederländer und Spanier in der Bucht von Palermo überraschen, wo sich zum Ärger von De Haen die Instandsetzung seiner Schiffe durch die schleppende und unzureichende Unterstützung des Vizekönigs in Neapel verzögerte. Die Admiralität wollte ihm ein Denkmal in Form eines Mausoleums errichten wie bei De Ruyter, was die Generalstaaten allerdings verhinderten, nicht nur aufgrund der Niederlage vor Palermo, sondern auch weil er wegen seines schwierigen Charakters Feinde hatte. Er wurde in der St. Janskerk in Gouda beerdigt.